# Clémence Zamora Cruz
Pour les articles homonymes, voir Zamora (homonymie) et Cruz.
Clémence Zamora Cruz est une militante française pour les droits des personnes LGBTI et trans, professeure d'espagnol de profession, née en 1975 à Puebla au Mexique.
Arrivée en France en 1996 après avoir fui la guerre sale contre les militants mexicains, elle milite dans un certain nombre d'associations trans parisiennes. Elle est successivement coprésidente d'Acceptess-T, porte-parole entre 2015 et 2020 de l'Inter-LGBT et à partir de 2018 vice-présidente de Transgender Europe. Elle est notamment active lors de l'évolution législative du changement d'état civil en 2016.

## Biographie
Clémence Zamora Cruz naît à Puebla au Mexique en 1975 dans une famille catholique. À 15 ans, après avoir subi thérapie de conversion, harcèlements et violences intrafamilliales, elle fuit et passe un an sans abri à Mexico. Elle y vit de la prostitution, puis est arrêtée par la police et renvoyée à Puebla. Elle fuit quelques mois à New York avant de revenir à Puebla.

### Premiers engagements et émigration en France
À Puebla, Clémence Zamora Cruz parvient à trouver un logement et a poursuivre des études. Elle débute en parallèle son engagement militant à travers les mouvements étudiants pour plus de démocratie et pour les droits de l'homme et LGBTI. Menacée par la guerre sale toujours en cours, elle émigre pour la France avec un visa étudiant lorsqu'elle a 20 ans. Elle espère alors trouver refuge dans le « pays des droits de l'homme ». Arrivée en France, elle connaît une grande précarité et redevient un temps sans abri. Elle témoignera aussi de nombreuses agressions ou discriminations transphobes et racistes, autant dans son parcours scolaire, médical, que par les autorités — elle reçoit notamment une amende pour « fraude » avant que son état civil ne soit modifié.
Elle suit des études en langues étrangères à l'université Paris IV Sorbonne. Elle est naturalisée française en 2004. Elle vit en banlieue parisienne et enseigne l'espagnol à des étudiants en BTS à la Chambre de commerce et d'industrie de Paris. mariée.

### Militantisme trans
En France, Clémence Zamora Cruz s'engage au sein de plusieurs associations de soutien aux personnes trans. Elle devient coprésidente des Myriades Transs, basée à Limoges, coprésidente d'Acceptess-T,, une des principales associations parisiennes, puis secrétaire d'Au-delà du genre. Dans le cadre de cette dernière, elle accompagne des jeunes et leurs familles, et dispense des formations auprès de personnels administratifs et des interventions scolaires. Elle devient bénévole à Pari-T en 2018, où elle donne des cours de français et organise des évènements communautaires.
En 2015, elle est nommée déléguée et porte-parole de l'Inter-LGBT, la principale interorganisation nationale. Elle conserve le mandat de porte-parole jusqu'en 2020. En 2015 toujours, via l'Inter-LGBT, elle se mobilise pour la facilitation du changement d'état civil, qui n'est proposé que partiellement par le gouvernement Valls. Elle est élue en 2018 vice-présidente du réseau interassociatif international Transgender Europe,.
En 2018, alors que se développent les prides de nuit, contre-marches critiques de la marche des fiertés LGBT de Paris, Clémence Zamora Cruz défend le fait que la marche et l'Inter-LGBT demeurent un espace de revendications politiques.
En 2021, avec l'association Au-delà du genre, ainsi que plusieurs autres associations, elle participe à la réalisation d'un manuel de bonnes pratiques d'accompagnement des élèves trans lors d'une transition, afin de pallier les manques d'outils fournis par l'Éducation nationale à son personnel, qui n'est pas formé et ne sait pas toujours comment accueillir ces élèves.